# Parartocarpus
El Parartocarpus és un gènere de plantes angiospermes de la tribu de les artocàrpies dins la família de les moràcies. Agrupa un parell espècies tropicals distribuïdes a Malàisia i Indonèsia. Tenen similituds amb el gènere Artocarpus.

## Taxonomia
Dins d'aquest gènere es reconeixen les següents espècies:
- Parartocarpus bracteatus (King) Becc.
- Parartocarpus venenosus (Zoll. & Moritzi) Becc.